# Aciculosporium
Aciculosporium — рід грибів родини Clavicipitaceae. Назва вперше опублікована 1908 року.

## Види
База даних Species Fungorum станом на 24.10.2019 налічує 3 види роду Aciculosporium:
- Aciculosporium monostipum (J.F.White, Bills, S.C.Alderman & Spatafora) M.Kolařík & Píchová, 2018
- Aciculosporium phalaridis (J.Walker) M.Kolařík & Píchová, 2018
- Aciculosporium sasicola Oguchi, 2001